# Rodi (Netzwerk)
Das Rodi-Netzwerk ist ein P2P-Filesharing-Netzwerk. Der Rodi-Client wurde als freie Software unter der GNU General Public License freigegeben. Er unterstützt alle Plattformen, auf denen Java  verfügbar ist.
Es gibt drei Möglichkeiten, um anonym im Rodi-Netzwerk zu surfen. Alle diese Möglichkeiten können einzeln oder zusammen genutzt werden.
- Verstecken hinter einem Router
- Spoofen einer IP-Adresse
- Vertrauensnetz (HUB)

Das Rodi-Netzwerk unterstützt die Suche nach Inhalten. Da Rodi ein dezentrales Netzwerk ist, können die Bewertung von Suchworten und die Suchergebnisse für jede Suchanfrage unterschiedlich ausfallen.
Auch die Gewichtung von Suchworten kann beeinflusst werden. Das Rodi-Netzwerk kann als ein loser oder als ein Verbund voneinander völlig unabhängiger Suchmaschinen betrachtet werden.
Rodi basiert auf dem UDP-Protokoll. 
Rodi kann auch auf Rechnern hinter einem NAT-Router, einer Firewall oder einem Paket-Filter betrieben werden. Dabei muss kein eigener Port für Rodi geöffnet werden.

## Kritik
Kritisch anzumerken bleibt, dass das Verstecken hinter einem Router nichts anderes ist, als einen Proxy zu nutzen, der meist zentral ist. Es gibt mittlerweile jedoch schon dezentrale Proxy-Netzwerke, bei denen sich jeder Node in ein Proxy verwandeln kann. Vertrauensnetze sind trivial und sind ein einfacher FTP-Hub mit Password, also nicht P2P-geeignet, da es alle ausschließt, die nicht dem geschlossenen Userkreis angehören. Das Spoofen einer IP-Adresse ist kaum geeignet, um anonym zu bleiben. Zudem fehlen bei den Transfers jegliche Verschlüsselungen, um z. B. den Netzwerkadmin des Providers auszuschließen.